# Alzingen
Alzingen (luxemburgisch Alzengⓘ) ist ein mittelgroßes luxemburgisches Dorf in der Gemeinde Hesperingen. Es liegt in der Region Gutland und zählt zum Kanton Luxemburg. Die Ortschaft liegt etwa 6 km südlich der Stadt Luxemburg und hat 3010 Einwohner (Stand 2023).

## Lage
Der Ort liegt an der Alzette und ist umgeben von seinen Nachbardörfern Fentingen im Westen sowie Hesperingen und Itzig im Norden. Die Nationalstraße 3 zwischen Luxemburg und Frisingen führt durch die Ortsmitte.

## Geschichte
Ehe Alzingen am 2. Januar 1823 unter die Verwaltung von Hesperingen fiel, bildete das Dorf zusammen mit den Nachbarorten Fentingen und Kockelscheuer eine eigenständige Gemeinde.
Eine im Ort ansässige Ziegelei stellte im 19. Jahrhundert Dachziegel aus Lehm her.
Zwischen 1882 und 1955 führte die Trasse der Schmalspurbahn Luxemburg–Remich, auch Jhangeli genannt, durch Alzingen.

## Kultur und Sehenswürdigkeiten
Die Geschichte der dem heiligen Joseph geweihten Kirche von Alzingen geht auf das 9. Jahrhundert zurück. Ihr romanischer Turm mit den drei 1962 geweihten Glocken, der älteste Teil des Gebäudes, ist heute soweit nach Westen geneigt, dass es mit bloßem Auge erkennbar ist. In ihrer aktuellen Form besteht die Kirche seit Ende 1885, als man sie durch umfangreiche Bauarbeiten vergrößerte. Zuletzt wurde die Alzinger Kirche zwischen Juli 1998 und März 2000 renoviert. Im Zuge dieser Renovierung wurde auch der während Jahrzehnten aus der Kirche entfernte, prächtige Barockaltar aus dem 18. Jahrhundert neu aufgestellt.
Im Außenbereich der Kirche gibt es eine 1895 errichtete Friedhofskapelle (der eigentliche Friedhof wurde 1958 an den Ortsrand verlegt) und ein restauriertes Kreuz aus dem Jahr 1730 zu sehen.

## Persönlichkeiten
- Albert Bousser (1906–1995), Politiker